# Verena
Verena ([veˈʀeːnaː], in der Schweiz [feˈreːna]) ist ein weiblicher Vorname.

## Herkunft und Bedeutung
Verena oder dialektal Vre, Vrene, Vreni, Vreneli ist ein in der Schweiz weit verbreiteter Vorname, die heilige Verena von Zurzach wird vielerorts verehrt. Als Lostag spielt der Verenatag (1. September) eine zentrale Rolle.
Belegt ist der Name erstmals mit der Vita prior der Heiligen, verfasst um 888 von Hatto I. von Reichenau.
Die Herkunft des Namens ist unklar, es besteht eine starke Assoziation mit den frühchristlichen Frauennamen
Vera und Veronika (letzterer eine Umdeutung des antiken Namens Berenike). Ebenfalls in Betracht kommt ein Vergleich mit dem Namen des heiligen Veranus von Cavaillon.

Es wurde auch vorgeschlagen, die Verehrung einer Verena in Zurzach ginge zurück auf eine falsch gelesene Grabinschrift V.IRENA (für Virgo Irena).
Die Interpretation der heiligen Verena als Reflex einer vorchristlichen Göttin geht zurück auf Ernst Ludwig Rochholz (1870).
Von Hans Georg Wackernagel stammt der Vorschlag, der Name Verena sei eine Umgestaltung von Dirona (eine galloromanische Göttin der Heilung). Dieser Vorschlag wurde allerdings von Julius Pokorny als lautlich unmöglich verworfen.
Eine keltische Herleitung (von einer angeblichen keltischen Göttin Belena, Femininum zum Götternamen Belenus) wurde in jüngerer Zeit in der  „Matriarchalen Landschaftsmythologie“ um Kurt Derungs und Heide Göttner-Abendroth vertreten.
Gegen eine Kontinuität aus vorchristlicher Zeit spricht die Tatsache, dass die Verehrung der Verena sich vor dem 9. Jahrhundert nicht nachweisen lässt, und vom 9. bis zum 11. Jahrhundert eng auf die unmittelbare Umgebung von Zurzach begrenzt blieb.
Erst im Hochmittelalter begann die Heilige, überregionale Bedeutung zu gewinnen. Als Taufname ist Verena erstmals 1254 belegt, und dies in der nahen Umgebung von Zurzach (eine Tochter des Minnesängers Walther von Klingen).
Die Verbreitung des Taufnamens im Kleinbürgertum beginnt im früheren 14. Jahrhundert.
Im 14. Jahrhundert kam der Taufname (in der Form Varenne) auch wiederholt im Hause Neuenburg vor.
Eine grössere Zahl von schweizerischen Flurnamen, die an den Namen der Heiligen anklingen, wurden volksetymologisch mit ihr, oder mit weiblichen Sagengestalten mit ihrem Vornamen, in Verbindung gebracht, darunter Vereina, Valvarena (Laax), Vrin, u. a.
Herleitung dieser Flurnamen von einem keltischen Stamm ver- für „hoch“ wurde 1947 von J. U. Hubschmied vorgeschlagen, aber von Pokorny (1950) bekämpft.
In Schweizer Sagen und Erzählungen des 18. und 19. Jahrhunderts wird Vreneli häufig als generischer Vorname eines Mädchens vom Lande angetroffen. Der Gletschername  Vrenelisgärtli ist in einer Sage (aufgezeichnet um 1840) ausdrücklich an eine Gestalt namens Vreneli gebunden.
Im Volkslied Vreneli ab em Guggisberg ist Vreneli eine verlassene Liebende (1756 beschrieben als  schöne Alpmeyerin), das Lied war bereits um 1740 weit verbreitet und geht im Kern wohl auf das 17. Jahrhundert zurück.
Kurz vor dem Zweiten Weltkrieg bürgerte sich überdies für eine Goldmünze mit einer jugendlichen Darstellung der nationalen Allegorie der Helvetia der volkstümliche Name «Goldvreneli» ein.

## Namenstag
1. September, Gedenktag der heiligen Verena von Zurzach

## Namensträgerinnen

### Verena
- Verena (* 1996), österreichische Sängerin, siehe Verifiziert

- Verena Altenberger (* 1987), österreichische Schauspielerin
- Verena Araghi (* 1975), deutsche Journalistin und ehemalige Schauspielerin
- Verena Auffermann (* 1944), freischaffende Publizistin, Literaturkritikerin, Dozentin und Herausgeberin
- Verena Bahlsen (* 1993), deutsche Unternehmerin
- Verena Bechtluft (* 1986), deutsche Keglerin
- Verena Becker (* 1952), Terroristin der „Bewegung 2. Juni“ und der RAF
- Verena Bentele (* 1982), deutsche Biathletin
- Verena Brunschweiger (* 1980), deutsche Publizistin
- Verena Buss (* 1944), deutsche Schauspielerin
- Verena Carl (* 1969), deutsche Schriftstellerin
- Verena Diener (1949–2024), Schweizer Politikerin
- Verena Dreier (* 1985), deutsche Leichtathletin (Hindernislauf)
- Verena Dunst (* 1958), österreichische Politikerin (SPÖ)
- Verena Ehrich-Haefeli (* 1933), Schweizer Literaturwissenschaftlerin
- Verena Endtner (* 1973), Schweizer Filmemacherin, Videojournalistin und Kamerafrau
- Verena Epp (* 1959), deutsche Historikerin
- Verena Faißt (* 1989), deutsche Fußballspielerin
- Verena Formanek (* 1954), österreichische Designerin, Ausstellungs- und Sammlungskuratorin
- Verena Fuchsberger-Staufer (* 1983), österreichische Sozialwissenschaftlerin und Informatikerin
- Verena Güntner (* 1978), deutsche Schauspielerin und Schriftstellerin
- Verena Hanshaw (* 1994), österreichische Fußballspielerin
- Verena C. Harksen (* 1942), deutsche Übersetzerin, Herausgeberin und Schriftstellerin
- Verena Friederike Hasel (* 1978), deutsche Journalistin, Schriftstellerin und Psychologin
- Verena Hubertz (* 1987), deutsche Politikerin (SPD) und Unternehmerin
- Verena Kaiser (* 1992), deutsche Boxerin
- Verena Kast (* 1943), Schweizer Psychologin
- Verena Keller (* 1942), deutsche Opernsängerin (Mezzosopran)
- Verena Keller (* 1956), Schweizer Biologin
- Verena Kerth (* 1981), deutsche TV- und Radiomoderatorin
- Verena Keßler (* 1988), deutsche Schriftstellerin und freiberufliche Werbetexterin
- Verena Klein (* 1976), deutsche Schauspielerin
- Verena von Koskull (* 1970), deutsche Literaturübersetzerin
- Verena Krieger (* 1961), deutsche Kunsthistorikerin und ehemalige Politikerin (Die Grünen)
- Verena Landau (* 1965), deutsche Malerin und Kunstpädagogin
- Verena Lenzen (* 1957), deutsche Professorin für Judaistik und Theologie / Christlich-Jüdisches Gespräch
- Verena Loewensberg (1912–1986), Schweizer Malerin
- Verena Lueken (* 1955), deutsche Journalistin, Filmkritikerin und Autorin
- Verena Mayr (* 1995), österreichische Leichtathletin
- Verena Merz (1959–1990), Schweizer Malerin
- Verena Mörtel (* 1980), deutsche Schauspielerin und Hundetrainerin
- Verena Mundhenke (* 1978), deutsche Schauspielerin, Filmregisseurin und Model
- Verena Pausder (* 1979), deutsche Unternehmerin, Gründerin und Autorin
- Verena Peter (* 1954), deutsche Schauspielerin
- Verena Pietzner (* 1973), deutsche Pädagogin und Universitätspräsidentin
- Verena Plangger (* 1952), italienische Schauspielerin und Regisseurin
- Verena Pötzl (* 1978), österreichische Popsängerin
- Verena Rehm (* 1984), deutsche Sängerin (Groove Coverage)
- Verena Reichel (1945–2022), deutsche literarische Übersetzerin
- Verena Rodewald (1866–1937), deutsche Frauenrechtlerin und Politikerin
- Verena Roßbacher (* 1979), österreichische Schriftstellerin
- Verena Sailer (* 1985), deutsche Leichtathletin
- Verena Scheitz (* 1971), österreichische Fernsehmoderatorin, Schauspielerin und Kabarettistin
- Verena Schulz (* 1982), deutsche Klassische Philologin
- Verena Schweers (* 1989), deutsche Fußballspielerin
- Verena Sierra (* 1978), deutsche Radiomoderatorin, Fernsehmoderatorin und Redakteurin
- Verena Späthe (* 1958), deutsche Politikerin (SPD)
- Verena Stauffer (* 1978), österreichische Schriftstellerin
- Verena Stefan (1947–2017), Schweizer Schriftstellerin
- Verena von Strenge (* 1975), deutsche Sängerin, Künstlername Verena
- Verena Themsen (* 1970), deutsche Schriftstellerin
- Verena Vernunft (* 1945), deutsche Künstlerin
- Verena Voiret (1939–2020), Schweizer Künstlerin und Frauenaktivistin
- Verena Wengler (* 1962), österreichische Schauspielerin
- Verena von Weymarn (* 1943), deutsche Ärztin und Sanitätsoffizier a. D. im Generalsrang
- Verena Wriedt (* 1975), deutsche Journalistin und Fernsehmoderatorin
- Verena Wyss (* 1945), Schweizer Schriftstellerin
- Verena Zimmermann (* 1979), deutsche Schauspielerin

### Vreni
- Vreni Frauenfelder (1927–2018), Schweizer Entwicklungshelferin
- Vreni Giger (* 1973), Schweizer Köchin
- Vreni Hubmann (* 1944), Schweizer Lehrerin und Politikerin (SP)
- Vreni Inäbnit (* 1948), Schweizer Skirennfahrerin
- Vreni Kneubühl (1920–2007), Schweizer Solojodlerin und Kursleiterin, Regisseurin, Schauspielerin und Rezitatorin berndeutscher Literatur
- Vreni Margreiter (* 1956), Schweizer Sängerin
- Vreni Müller-Hemmi (* 1951), Schweizer Politikerin
- Vreni Pfister (1911–2006), Schweizer Schriftstellerin
- Vreni Schawalder (* 1946), Schweizer Politikerin (SP), ab 1996 erste Regierungsrätin des Kantons Thurgau
- Vreni Schneider (* 1964), Schweizer Skirennfahrerin
- Vreni Spoerry (1938–2025), Schweizer Politikerin